# Kölcsey Ferenc Református Tanítóképző Főiskola
A Kölcsey Ferenc Református Tanítóképző Főiskola egy mára megszűnt debreceni felsőoktatási intézmény volt. Jogelődje a Debreceni Tanítóképző Főiskola, jogutódja 2011-es beolvadását követően a Debreceni Református Hittudományi Egyetem.
A főiskola a Debreceni Református Kollégium kereteiből nőtt ki, az ország legrégebbi tanítóképző műhelyének örököse. Hírnevét öregbítették a Kollégium híres professzorai – Maróthi György (nevéhez fűződik kora legjobb matematikakönyve), Hatvani István (elsőként végez hazánkban fizikai kísérletet), Zákány József (vezetésével neveléstudományi tanszék alakul) –, tudós tanárai, tanáregyéniségei és növendékei. A főgimnázium, illetve a későbbi főiskola épülete 1911 és 1913 között épült Pecz Samu műegyetemi tanár tervezésében. Az alapozást 1911 szeptemberében kezdték el és 1913 novemberében már használatba is vették az épületet.

## Története
A lelkészképzéshez kapcsolt első nagy korszakot 1855-ben az egy évfolyamos tanítóképzés követte, mely a kiegyezés után bővült, átalakult. Az új iskola már 1856-tól a kollégium függeléke volt. 1866-ban a képzési idő két évre bővült, 1884-ben pedig háromra.
A Thun-féle egyházügyi Nyilt parancs (Patens) visszavonása után szabadabb kezet nyert a kerület, visszaállította 1861-ben a jogakadémiát két, 1875 óta 4 évi tanfolyammal. A teológia vagy a hittani szak szintén párhuzamosan erősödött, vele kapcsolatban maradt az egy-két megmenthetett bölcsészetszaki tanszék. Balogh Péter erélyes hatása következtében alapíttatott a ker. által a 4. teológiai tanszék az egyháztörténelmi, amelyet egy évig Révész Imre, majd lemondása után 1866-ban Balogh Ferenc foglalt el. Révész Bálint püspök fejlesztette tovább, 1878-tól fogva segédtanárok (docensek) alkalmazásával; midőn pedig 1884-ben a református konvent megállapította a „teologiai akadémiák”-nak szervezetét s öt teológiai tanárt nevezett ki. A kerület és a debreceni egyház közös áldozattal megalkották az ötödik teológiai tanszéket.
A bölcsészeti, jogi és teológiai tanszékek végül átkerültek az 1914-ben indult Debreceni Egyetemhez, és ez 1925-ben átszervezéshez vezetett, az új nevén Tanárképző Intézet a budapesti Eötvös Collegium mintájára lett megszervezve és abban a formájában is működött az 1952-es államosításáig.
1959-1976-ig érettségire épülő állami felsőfokú képzést folytatott, 1976-ban pedig főiskolai rangot kapott. 1990-ben felvette a kollégium egykori diákja, Kölcsey Ferenc nevét, majd 1993. július 1-től a képzés visszakerült a Tiszántúli Református Egyházkerület tulajdonába és fenntartásába. Az állami főiskola a – Csokonai Színház mögötti épületből – 1980-ban költözött át a volt Református Főgimnázium épületébe, melyet az állam bocsátott rendelkezésére. 1992-től az említett kormányhatározat adta vissza az egyháznak az épületet, a benne folyó tanítóképzést teljes hallgatói, dolgozói állományával együtt.
A bejárat melletti bronz emléktáblán a következő olvasható: „A nemzeti nevelésügy szolgálatára az állam és Debrecen városa segítségével építette a Tiszántúli Református Egyházkerület”.
Az általános iskolai tanítóképzés az 1995/96-os tanévtől 4 éves lett. Emellett alapszakon el lehet végezni kommunikáció-médiatudomány és az informatikus-könyvtáros szakot, felsőfokú szakképesítésben pedig az ifjúságsegítő, sport-és intézményi kommunikátor és a sajtótechnikus szakokat. A NAT bevezetésével kezdődően a Főiskola hallgatói a műveltségi területek képzése közül szabadon választhatnak. A 90 000 kötetes könyvtár távolabb a Maróthi Kollégium épületében (Blaháné u. 15.) található. A nem debreceni hallgatók a Maróthi Kollégiumban, illetve a Debreceni Egyetem TEK Kossuth Lajos Kollégiumában kaphatnak diákotthoni helyet.
2011-ben integrálódott a Hittudományi Egyetembe, melynek ma szerves része.

## Képzések
A Kölcsey Ferenc Református Tanítóképző Főiskola az integráció előtti utolsó, 2010/2011-es tanévben a következő képzéseket hirdette meg alapképzésben és felsőfokú szakképzésben:

### Alapszak
- Tanító szak (8 félév)
- Kommunikáció- és médiatudomány szak (6 félév)
- Informatikus könyvtáros szak (6 félév)

### Felsőfokú szakképzés
- Ifjúságsegítő (4 félév)
- Sportkommunikátor (4 félév)
- Intézményi kommunikátor (4 félév)
- Sajtótechnikus (4 félév)

A főiskola évek óta képez a tanítók mellett kommunikációs szakembereket, informatikus könyvtárosokat.
Az új képzési szerkezet bevezetése által szavatolható a tanulmányi pályák, a képzési ciklusok egymáshoz és a munka világához való szorosabb kapcsolódása.

## Tanító szak
A főiskola a 8 félév során olyan pedagógiai szakembereket képez, akik elméletileg megalapozott ismeretek, készségek és képességek birtokában az általános iskola 1-4. osztályában minden tantárgyat taníthatnak, az 5-6. osztályokban pedig a választott műveltségterületüknek megfelelően taníthatják a rájuk bízott gyerekeket. Kötelezően választható műveltségterületek: anyanyelv és irodalom, matematika, testnevelés és sport, idegen nyelv, ember és társadalom, természetismeret, ének-zene, vizuális nevelés, informatika, technika-életvitel-háztartástan. A hallgatók szakmai gyakorlaton is részt vesznek. A gyakorlati képzés a 6-12 éves gyerekek tanításának irányításához, személyiségük fejlesztéséhez szükséges korszerű eljárások, módszerek gyakorlását iskolai környezetben teszi lehetővé, és a speciális tanítói képességek, technikai jártasságok fejlesztését szolgálja. A főiskola gyakorló-általános iskolája a Kölcsey Ferenc Református Gyakorló Általános Iskola.

## Kommunikáció- és médiatudomány szak
Ezen a szakon a hallgatók megismerkednek a társadalmat működtető kommunikációs rendszerekkel, a kommunikáció és a média fontosabb intézményeivel, valamint az újságírással, a modern tömegkommunikációval kapcsolatos elméleti és gyakorlati ismeretekkel. Többek között sajtóetikát, médiajogot, írói publicisztikát, sajtótörténetet, műfajelméletet, sajtónyelvet, tördelést, beszédművelést, filmtörténetet, műelemzést, műkritikát, esztétikát, marketinget sajátíthatnak el. Megismerkedhetnek a fotózás műhelytitkaival, beavatást nyernek a rádiós és televíziós, illetve az internetes újságírás világába, elsajátíthatják a média gazdag ismeretanyagának alapjait. A gyakorlati képzés folyamán a hallgatók szerkesztőségi gyakorlatokon és nyári szakmai gyakorlaton vesznek részt. A gyakorlati képzést segítő egységek: Kölcsey Stúdió (televíziós képzés), Méliusz Rádió (88 MHz), Debreceni Főnix (nyomtatott sajtó), és a Lícium Médiaportál A képzés során a hallgatók külső munkatársaivá válhatnak a régió legkülönfélébb médiumainak.

## Informatikus-könyvtáros szak
Debrecen az iskolák városa mellett a könyvtárak városa is. A szakcsoport szoros kapcsolatban van szinte a város valamennyi könyvtárával, mivel a hallgatók ezekben folytatják szakmai gyakorlatukat. A főiskola elvégzése után, tudásuk alapján nemcsak bármely típusú könyvtárban lehet elhelyezkedni, hanem minden olyan területen, amely a kulturális örökséget gondozza, valamint információ előállításával, szervezésével, feltárásával és szolgáltatásával foglalkozik.

## Ifjúságsegítő felsőfokú szakképzés

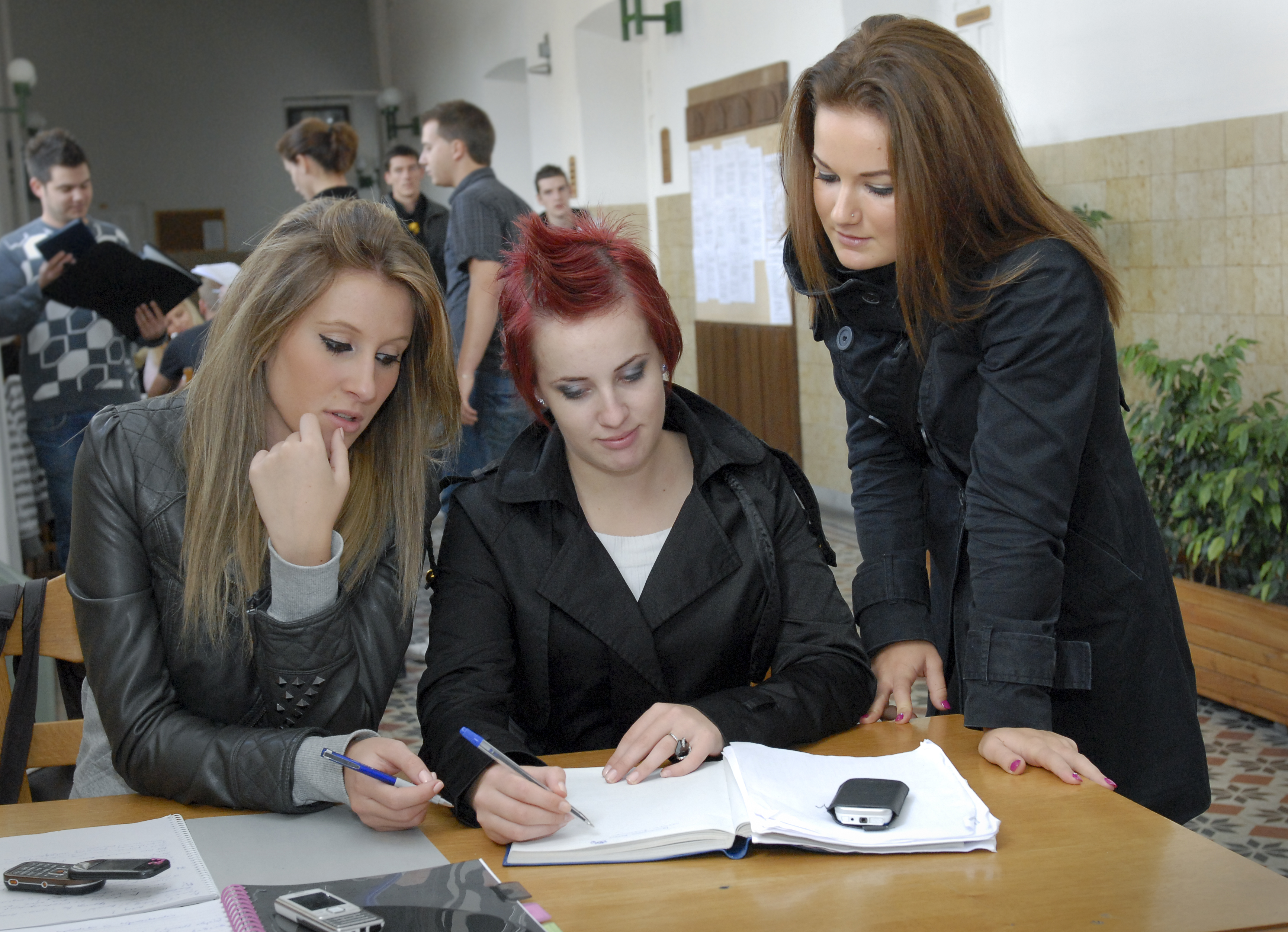
A Kölcsey-főiskola mindennapi világa

A képzés célja olyan szakemberek képzése, akik felkészültek az összeurópai értékek közvetítésére, az ifjúság érdekeinek, szervezeteinek képviseletére, érzékenyek és fogékonyak az ifjúsági szubkultúra problémái iránt, képzettek ezen problémák szocio-kulturális megoldására, a korosztályos közösségek fejlesztésére. Feladatuk többek között a veszélyeztetett fiatalok tanácsadással történő segítése, munkaerőpiacon való elhelyezkedésük támogatása. Tevékenységét a szociális- és közművelődési intézményekben, valamint a civil szféra különböző területein, szervezeteiben végzi.
Az akkreditált felsőfokú ifjúságsegítő szakképzés országos és regionális hatáskörű szociális-, kulturális- és civil szervezetek adminisztratív és szervezi munkaköreire készíti fel a képzésben résztvevőket.
A szakképesítéssel rokon szakképesítések: kulturális szervező munkatárs, szociális, gyermek- és ifjúságvédelmi ügyintéző.

## Intézményi kommunikátor felsőfokú szakképzés
Az intézményi kommunikátor önkormányzatok, vállalkozások, alapítványok, államigazgatási, érdekvédelmi és civil szervezetek alkalmazottjaként a belső és a külső kommunikációs kapcsolatok felelőse.
Az intézményi kommunikátor egyik első számú munkatársa a legfelsőbb szintű vezetőnek. Tanácsaival segíti döntéseinek kialakításában, elemzéseket és háttér-információkat ad az egyes döntések különböző szintű fogadtatásához, mind a politikai, kulturális és társadalmi szférában, mind a konkurencia köreiben. Felelős a szervezet, intézmény egységes arculatáért, gondoskodik az adott intézmény, szervezet különböző szintű kommunikációs kapcsolatairól.

## Sportkommunikátor felsőfokú szakképzés
A sportkommunikátor hasonlóan az intézményi kommunikátorhoz a különböző intézmények egyik alrendszerének kommunikációs tanácsadója, a legfelsőbb szintű vezető egyik közvetlen munkatársa. Segíti az adott szervezetnek a helyes döntéshozatalt, elemzéseket és háttér-információkat ad az egyes döntések különböző szintű fogadtatásához.
A sportkommunikátorok mindemellett jártasságot szereznek az online, a nyomtatott és az elektronikus sportújságírás területén, valamint a sportmenedzseri feladatok ellátásában. Ennek köszönhetően sportegyesületek, sportrendezvényeket szervező intézmények, vállalkozások kommunikációját irányíthatják.

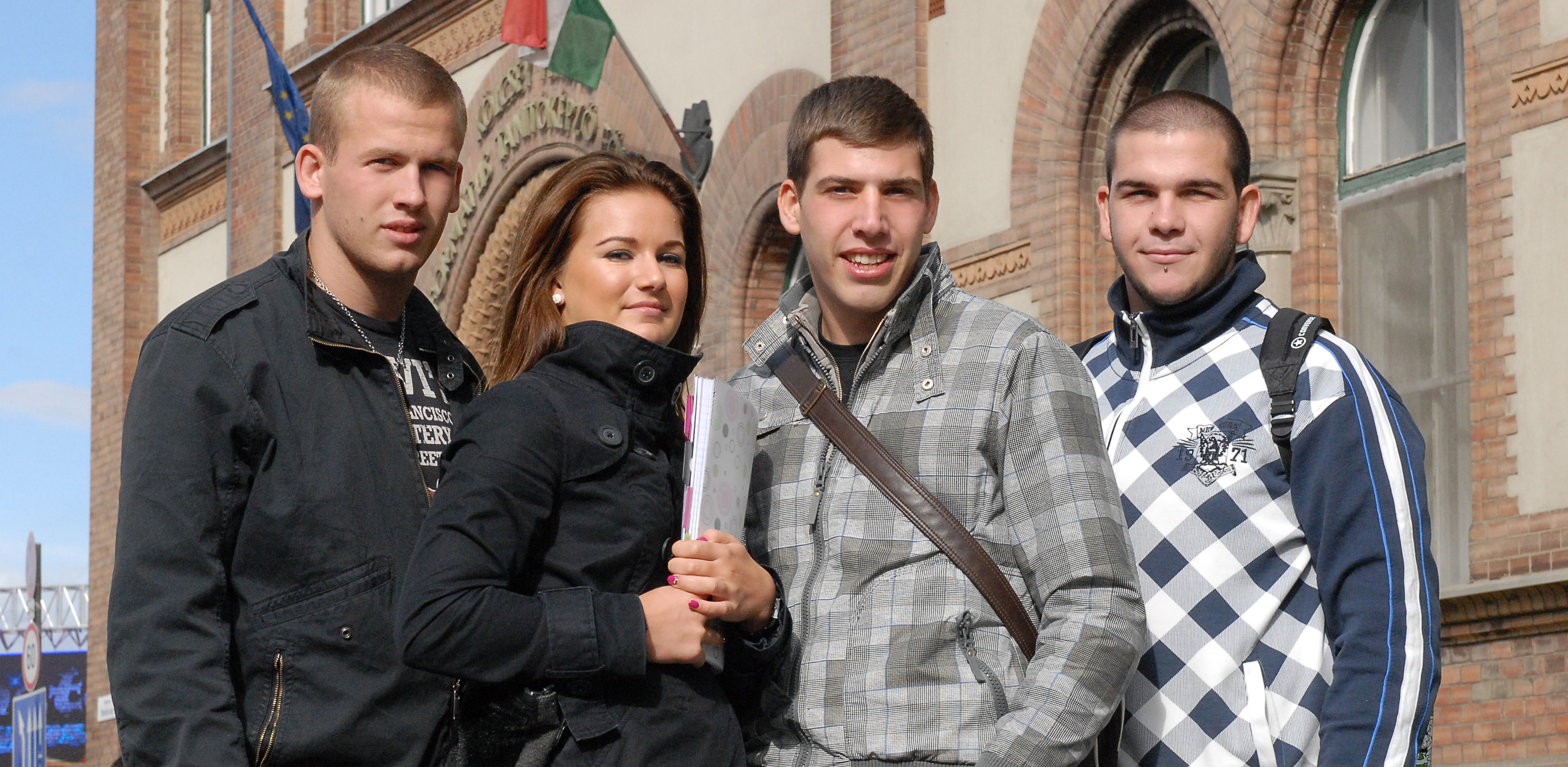
Diákok a Főiskola előtt

## Sajtótechnikus szakképzés
A sajtótechnikus a különböző szerkesztőségi nyomtatványok és médiaanyagok elkészítésében végez feladatokat. Folyamatosan kapcsolatot tart a szerkesztőség többi munkatársával, a szerkesztőkkel és az újságírókkal, emellett a kiadóval, a nyomdával, a terjesztőkkel és a reklámirodával. A nyomtatott újságírás mellett jártas az online és az elektronikus médiumok világában is. Többek között ért az online és az elektronikus sajtóműfajokhoz, a web tervezéshez, egy orgánum online arculatának technikai kivitelezéséhez és menedzseléséhez.
A szakképzés során a hallgatók elsajátítják az általános kommunikáció elméleteket, az újságírást, emellett a képzés során nagy hangsúlyt fektetnek a diákok informatikai és szerkesztési ismereteinek bővítésére.